# Forcepsioneura garrisoni
Forcepsioneura garrisoni là loài chuồn chuồn trong họ Protoneuridae. Loài này được Lencioni miêu tả khoa học đầu tiên năm 1999.